# Зона вільного вогню
Зона вільного вогню (англ. Free fire zone) — сектор, у якому дозволене застосування важкого озброєння без узгодження з вищим командуванням. Поняття у Збройних силах США. Згідно з польовим статутом 6-20 (FM 6-20),
|  | Певна зона, у якій будь-яка збройова система може вести вогонь без додаткової координації зі своєю штаб-квартирою. |

Спочатку термін означав територію навколо військово-повітряної бази, вільну від мирних жителів, де літакам дозволялось скинути бомби перед приземленням.
Подальше поширення термін отримав під час війни у В'єтнамі. Сили США встановлювали зони вільного вогню у районах, які вважалися підконтрольними противнику (іноді попередньо виселивши звідти мирних жителів). У цих районах не існувало обмежень на ведення вогню та застосування важких озброєнь. Будь-який непізнаний суб'єкт розглядався як ворожий військовий. Зонами вільного вогню вважалися, наприклад, долина А-Шау, Контхієн, тощо.